# Studentenprotest
Der Studentenprotest ist ein Sammelbegriff für studentische Protestaktionen, oftmals in Form von Demonstrationen, Besetzungen sowie Studentenstreiks oder Gebührenboykotten, welche von Studenten durchgeführt werden. Die Gründe für Studentenproteste können vielfältig sein, häufig soll auf schlechte Studienbedingungen hingewiesen werden (Bildungsbenachteiligung/Bildungspolitik). Politische Proteste an Universitäten und Studentenbewegungen waren oft Ausgangspunkt für Volksaufstände und Massendemonstrationen.
Studentenproteste in Deutschland werden meist vom Studentenrat/AStA fakultätsübergreifend organisiert, die Unterstützung der Hochschulleitung hingegen ist nur manchmal gegeben. Oft dauern Protestaktionen über Tage oder Wochen hinweg an, um den Forderungen Nachdruck zu verleihen.

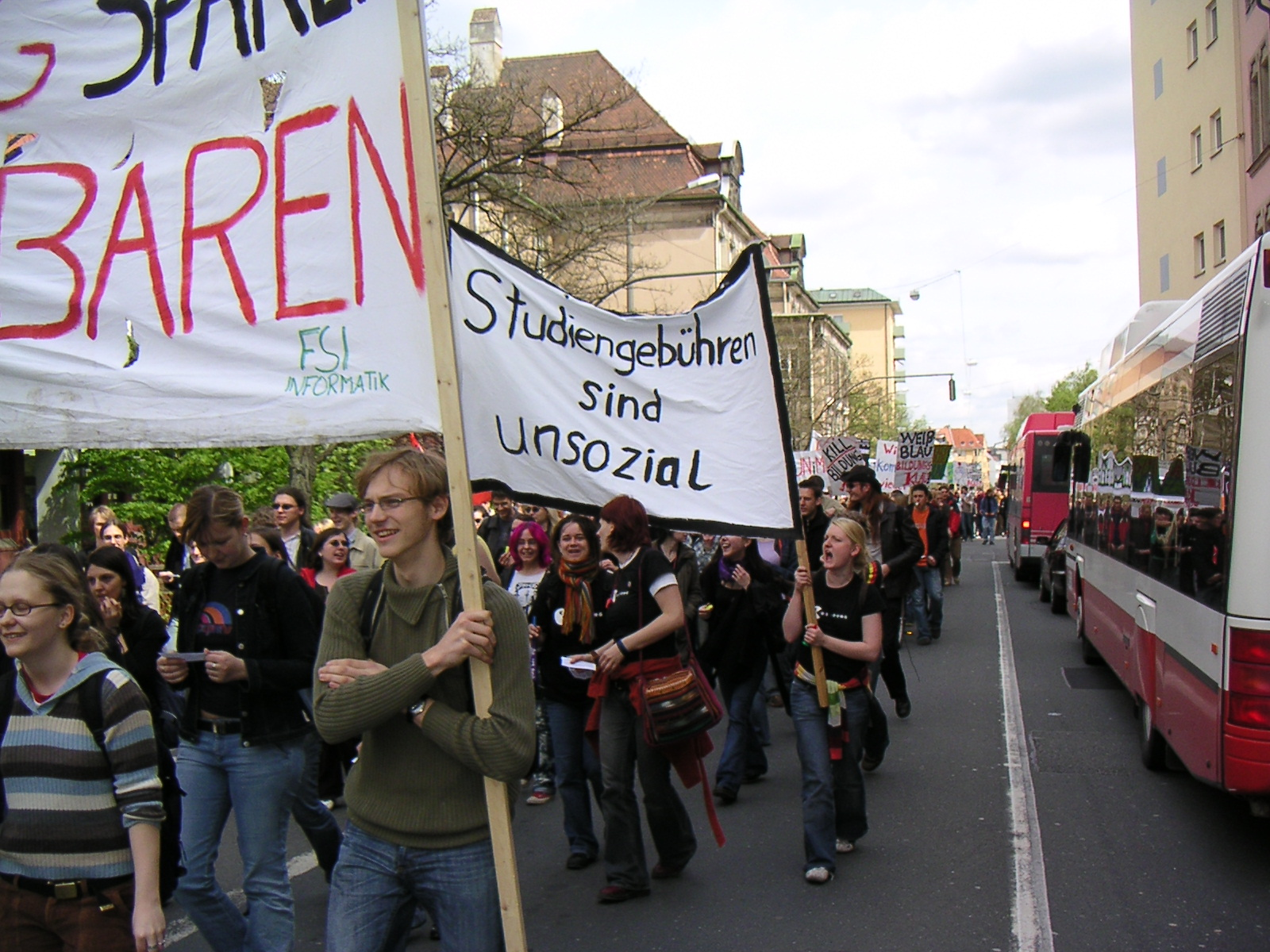
Demonstration in Erlangen im April 2005

## Geschichte
Die Proteste der 68er-Bewegung waren ursprünglich und hauptsächlich globale Studentenproteste. Weltweit waren Studenten politisch engagiert. In Mexiko kam es zum Massaker von Tlatelolco an demonstrierenden Studenten. 1969 rief Franco wegen Studentenprotesten den Ausnahmezustand aus.

### Deutschland

#### Proteste gegen den Nationalsozialismus
Einzelne Proteste von Studenten gab es gegen den Nationalsozialismus, vor allem von linken und konservativen Studenten. Im Juni 1934 kam es zu den – Göttinger Krawallen genannten – Auseinandersetzungen zwischen Göttinger Verbindungsstudenten und Mitgliedern des Nationalsozialistischen Deutschen Studentenbundes (NSDStB) die sich daran entzündeten, dass die Verbindungsstudenten trotz Verbots in der Öffentlichkeit Mützen und Bänder trugen.
Im Mai 1935 störten Mitglieder des Corps Saxo-Borussia Heidelberg die Übertragung einer Hitler-Rede in einem Heidelberger Studentenlokal durch lautes Gegröle, erzählten sich in überlautem Ton Hitlerwitze und bliesen auf einer leeren Sektflasche Melodien, zu denen sie Spottlieder über die Nationalsozialisten sangen. Durch zahlreiche Beschwerden sah sich das Corps am nächsten Tage zu einer Entschuldigung beim Rektor der Universität veranlasst. Einige Tage später jedoch unterhielten sich Angehörige desselben Corps bei einem Spargelessen im Heidelberger Lokal „Hirschgasse“ lautstark darüber, ob „der Führer Spargel mit Messer, Gabel oder Pfoten“ und ganz allgemein commentgemäß esse; schließlich einigten sich die Corpsstudenten darauf, Hitler besitze „ein so großes Mundwerk, dass er den Spargel quer essen könnte“ (sog. Heidelberger Spargelessen). Umgehend nach den Geschehnissen wurde das Corps Saxo-Borussia verboten, die beteiligten Corpsstudenten von der Universität relegiert, der Senior Henning v. Quast wurde gar zeitweilig verhaftet.

#### Mai 1968
Nach dem Mordanschlag auf den Studentenführer Rudi Dutschke kam es zu den schwersten Krawallen. Die Proteste der Studenten richteten sich zunächst gegen schlechte Studienbedingungen, später vor allem gegen politische und soziale Verhältnisse. Die Bewegung verstand sich als Teil der Außerparlamentarischen Opposition gegen die seit 1966 regierende Große Koalition aus Union und SPD.

#### „Ersatzgeld-Kampf“ 1976
Ursache des sogenannten „Ersatzgeld-Kampfs“ war, dass einige Bundesländer Studiengebühren einführen wollten (u. a. Baden-Württemberg), und zwar zunächst nur für naturwissenschaftliche Studiengänge. Die Naturwissenschaftler sollten die „Mehrkosten“ ihrer Studiengänge (durch Labormaterial etc.) selbst bezahlen. Durch Rückmeldeboykott (d. h. niemand meldete sich zurück) und Streiks wurden diese Pläne verhindert.

#### „Berufsverbotestreik“ 1976/77

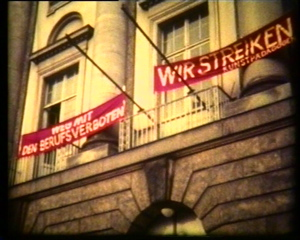
Transparente an der Hochschule der Künste (HdK) im Januar 1977 in Berlin

Am 24. November 1976 kam es im Audimax der Freien Universität Berlin (FU) zu einer kurzfristig von den Germanisten einberufenen Uni-VV, die mit 4.000 Teilnehmern völlig überfüllt war. Am Fachbereich Germanistik drohte zwei Dozenten aufgrund des Radikalenerlasses die Suspendierung. Die Versammlung empfahl einen uniweiten, aktiven Solidaritätsstreik, der teils sofort umgesetzt, teils über Urabstimmungen an den Instituten beschlossen wurde. In kurzer Zeit folgten in Berlin die Hoch- und Fachhochschulen, die Schulen des Zweiten Bildungsweges und zuletzt auch die Technische Universität Berlin (TU) dem Aufruf zum Ausstand. Die Seminare wurden aufgelöst und durch Arbeitsgruppen [AG's], Studienkollektive und eigene Veranstaltungen ersetzt. Die Forderungen richteten sich vorrangig gegen die Änderung des Hochschulrahmengesetzes [HRG] und gegen stark regulierte Studienbedingungen, doch war die eigentliche Triebfeder der Unmut über die „Berufsverbote“ und die damit verbundene „Gesinnungsschnüffelei“, ein Begriff, der von Herbert Wehner geprägt worden war. Der Berufsverbotestreik, der die Politik, die Verwaltungen und auch die Öffentlichkeit überraschte, wurde von den ‚unorganisierten Studenten‘ getragen, die im Innenverhältnis die aus der 68er-Bewegung stammenden und bis dahin dominanten maoistischen K-Gruppen und die DDR-orientierten Studentenorganisationen neutralisierten. Es wurde eine basisdemokratische Rätestruktur aufgebaut, deren höchstes Organ in Berlin der ‚Regionale Streikrat‘ (RSR) war. In den Medien wurde schon bald über eine ‚Neue Studentenbewegung‘ spekuliert. Noch im Dezember 1976 wurde beschlossen, den 1969 an der FU abgeschafften AStA durch eine unabhängige Studentenvertretung, den USTA, zu ersetzen.

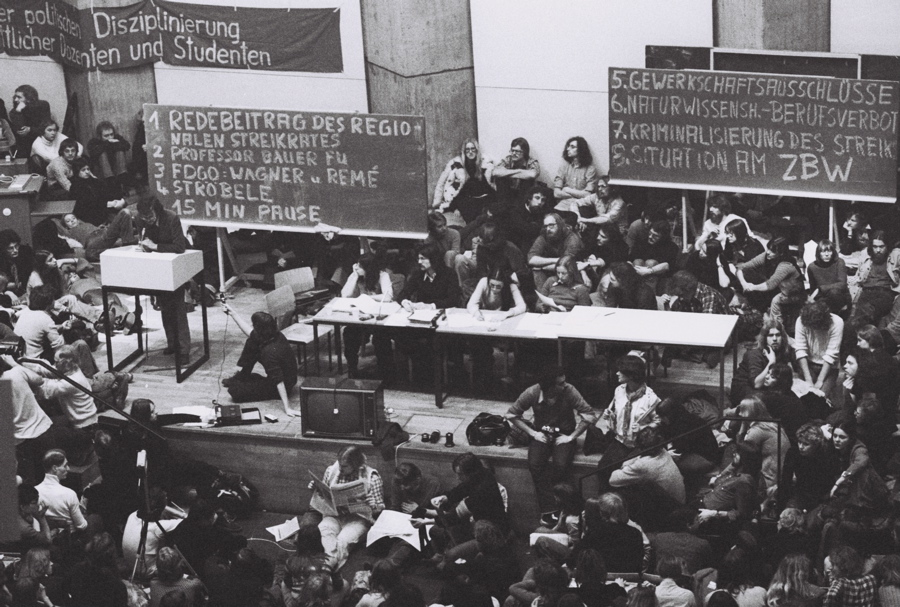
Veranstaltung zu den Streikzielen im Audimax der TU am 11. Januar 1977

Der Streik wurde zu den Weihnachtsferien gemeinsam ausgesetzt und danach im Januar 1977 – da die Forderungen der Studierenden erwartungsgemäß nicht erfüllt worden waren – wieder aufgenommen. Nun schlossen sich auch zahlreiche Universitäten und (Fach-)Hochschulen in der Bundesrepublik Deutschland an.
Am 25. Januar 1977 kam es zur „1.frauen-uni-VV“ im Audimax der FU. Verbucht wurden Erfolge wie die Rücknahme der Entlassungen der beiden Germanistik-Dozenten und die Erhöhung des BAföG-Satzes. Die Änderungen im HRG scheiterten kurioserweise an der Uneinigkeit der politischen Parteien im Senat.
Ende Januar 1977 flauten die Aktivitäten ab und der Ausstand wurde beendet. Im Sommersemester 1977 gelang es weitgehend, die Strukturen der AG's und der sich nun auch uni-politisch organisierenden Fachbereichsinitiativen und Basisgruppen auszuweiten. Im Wintersemester 1977/78 wurde der Streik wieder aufgenommen, doch wurde er von einer neuen Entwicklung abgelöst: Ein großer Teil der geschätzt 40.000 im Streik kontinuierlich aktiven Studierenden erkannten die drohende Isolierung bei einer Fortsetzung des universitären Engagements und verstärkten den um diese Zeit einsetzenden Trend der Projekte-Gründungen in Stadt und Land. Viele trafen sich Ende Januar 1978 unter den 15.000 Teilnehmern beim Treffen in Tunix wieder, das diese Entwicklung fokussierte und später als „Geburtsstunde“ der Alternativbewegung galt.

#### „UniMut“-Streik 1988/89
Der sogenannte „UniMut“-Streik ausgehend von der Freien Universität Berlin mit bundesweiter Ausdehnung (zunächst vor allem Hessen, dann ganze Bundesrepublik). Nach 1976/77 erste größere Serie von Besetzungen von Instituten und Unigebäuden. Die FU Berlin wird für fast ein ganzes Semester von „Besetzungsräten“ verwaltet (bis 25. Februar 1989) und zur sog. „Befreiten Uni“. Zahlreiche Institute wurden mit neuen Bezeichnungen versehen. In Frankfurt/Main ist die Situation geprägt von „neu entstandenen Formen der Selbstorganisation wie Aktionsausschüsse, Zentraler Fachschaftenrat, und Vollversammlungen“.
Folgen waren die Einführung von studentisch verwalteten Projekttutorien bis 2002 und die Einführung eines Reformstudiengangs in der Humanmedizin.

#### 1990er Jahre
1993 fand der erste Streik gegen die Einführung der bundesweiten Langzeitstudiengebühr statt. Er wurde in den meisten Universitäten nur als Warnstreik durchgeführt, d. h. drei Tage Streik mit Teach-ins etc.
Die zunächst größten Studentenproteste in Deutschland nach der 68er-Bewegung und dem Berufsverbotestreik 1976/77 gab es beim Studentenstreik 1997. Damals gab es, ausgehend von der Justus-Liebig-Universität Gießen, an vielen Universitäten von Kiel bis Konstanz Hochschulstreiks unter dem Motto „Lucky Streik“ u. ä. Gründe für den Streik waren die geringe finanzielle Ausstattung der Hochschulen, überfüllte Veranstaltungen usw.

#### „Spar Wars“ 2003
2003 ist in Deutschland insbesondere das Motto Spar Wars oft verwendet worden, allerdings gibt es kein übergreifendes Leitmotiv, da wirksame Aktionen meist mit lokalem oder regionalem Charakter durchgeführt werden. Im Dezember 2003 wurden zeitgleich in Berlin, Leipzig und Frankfurt am Main Demonstrationen veranstaltet, die den Auftakt für eine Welle von Protestaktionen machten. Auch in Weimar, Bonn, München, Dresden, Göttingen und anderen Städten wurden daraufhin Streikaktionen gestartet. In ganz Niedersachsen, Hessen, Hamburg, Bremen und Berlin wurde im Wintersemester 2003/2004 gestreikt. Bei den Protesten ging es um die Verhinderung von deutschlandweit stattfindenden Kürzungen im Bildungs- und Sozialbereich und die Einführung von Studienkonten und Studiengebühren.
Nach anfänglichem Bezug auf die reinen Einsparungen und „Reformen“ wie BA/MA im Bildungsbereich fand schnell eine Ausweitung auf weitere soziale Proteste statt, wie z. B. die Einführung von Hartz IV. Zumindest in Berlin kann die geplante Einführung von Studienkonten und -gebühren zum Wintersemester 2004/2005 verhindert werden. Nach wochenlangen Interventionen von Studierenden auf PDS-Versammlungen stimmten drei Viertel aller Delegierten des Berliner PDS-Parteitags gegen das Studienkontenmodell ihres Wissenschaftssenators, der daraufhin die Einführung für den Rest der Legislatur (bis Oktober 2006) aufgab. Die Einsparsumme von insgesamt 75 Mio. Euro bis 2009 mussten die Berliner Universitäten ohne Abstriche erbringen.

#### Protestaktionen 2005

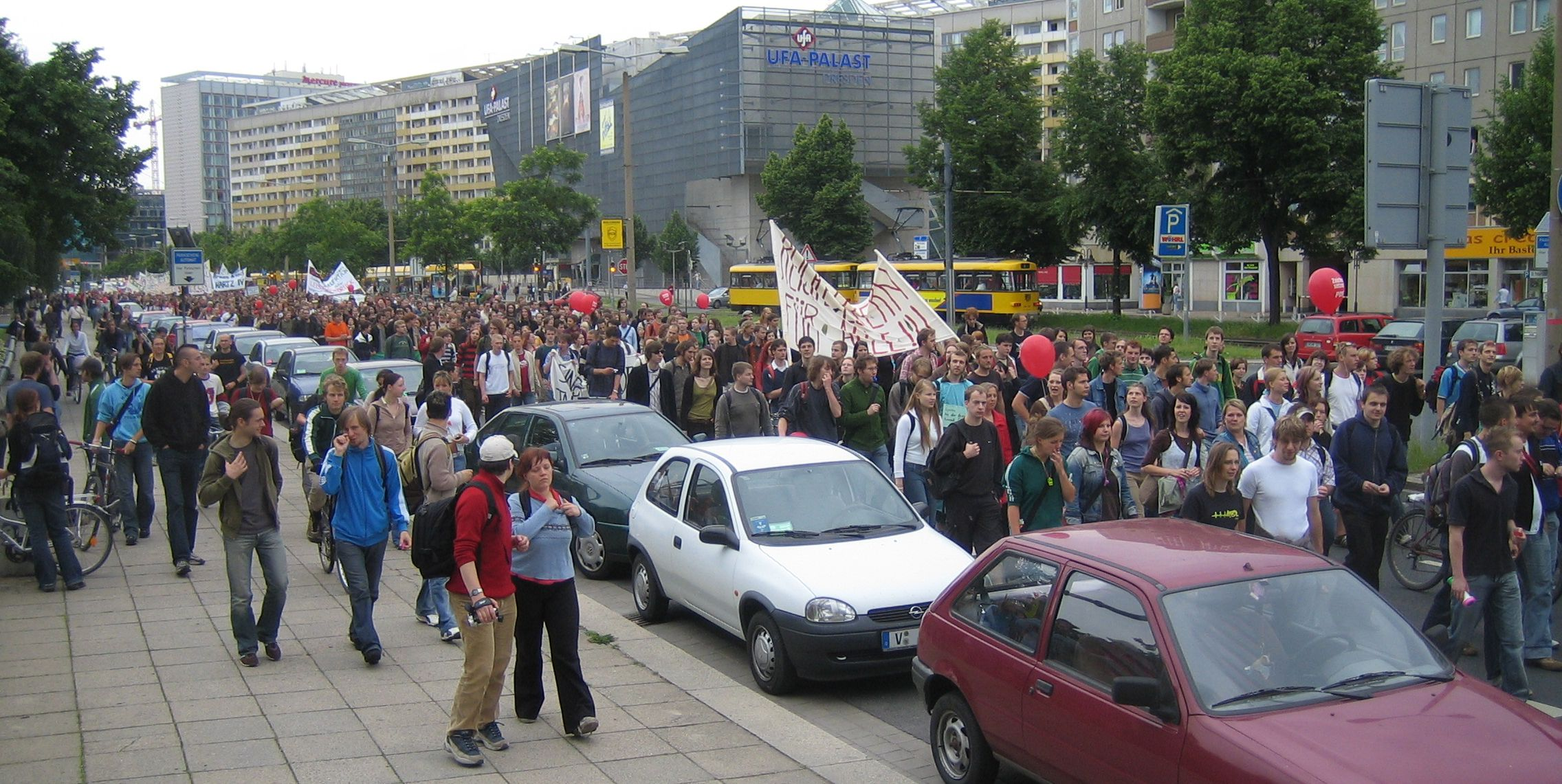
Demo in Dresden

Im Mai 2005 kommt es wegen der geplanten Studiengebühren zu bundesweiten Protesten (Summer of Resistance) gegen die Kommodifizierung von Bildung. In Freiburg im Breisgau wird das Rektorat von Studenten 13 Tage lang besetzt gehalten. In Hamburg veranstalten Studenten verschiedene Protestaktionen, die Vollversammlung der Studenten der Universität Hamburg spricht sich mit 94 % gegen Studiengebühren aus bei über 10.000 abgegebenen Stimmen. Daraufhin lässt der CDU-Senat die Proteste von der Polizei mehrmals gewaltsam auflösen.
Auch in Köln, Kiel, Oldenburg, Stuttgart, München, Freiburg und weiteren Städten kommt es zu Aktionen (Dokumentation auf Indymedia). Vom 2. bis 4. Mai streikten die Studierenden der Universität Stuttgart und beendeten den Streik am 4. Mai mit einer 4000 Menschen starken Demonstration. Seitdem geht der Protest neben anderen Aktionen in Form einer Uni-WG in einem zentralen Universitätsgebäude weiter. Am 24. und 25. Mai besetzen Studenten die Rektorate der Universitäten in Hamburg, Bremen, Hildesheim, Göttingen, Braunschweig und Lüneburg. Im Juni werden die Aktionen bundesweit fortgesetzt, es kommt in verschiedenen Städten immer wieder zu Kundgebungen und Campus Camps. Studenten besetzen parallel zur landesweiten Demonstration gegen Studiengebühren in Essen am 23. Juni die Rektorate an den Campus Duisburg und Essen. Der Protest richtet sich gegen die geplante Einführung von Studiengebühren an der Universität Duisburg-Essen. Ende 2005 gab es in Stuttgart noch einmal heftige Proteste mit zwei Großdemonstrationen jeweils parallel zu den Lesungen des Studiengebührengesetzes im Landtag, mit Beteiligungen zwischen 5000 und 10.000 Menschen.
In der Folge werden teils Gebührenpläne verschoben oder neu diskutiert, zahlreiche Universitäten beklagen, dass ihnen die Entscheidung über Studiengebühren von der Politik zugeschoben werde, während die Finanzierungsmodelle noch unklar sein. Studentische Initiativen greifen aber auch in den Wahlkampf von Parteien ein, die für Studiengebühren werben. Bei der Bundestagswahl 2005 war laut Umfragen Bildung (neben Arbeitslosigkeit) eines der bestimmenden Themen.

#### 2006
Ende 2005 forderte der schleswig-holsteinische Wirtschafts- und Wissenschaftsminister Dietrich Austermann (CDU) in einem Eckpunktepapier für ein neues Hochschulgesetz die Einführung von Studiengebühren, eine Präsidialverfassung anstelle der bisherigen Rektoratsverfassung und die Fusion der drei schleswig-holsteinischen Universitäten Lübeck, Flensburg und Kiel zu einer Landesuniversität. Für die Studenten in Schleswig-Holstein bedeutete die Präsidialverfassung den Verlust des Mitspracherechts, da das Konsistorium, welches zu einem Drittel aus Studenten bestand und von dem der Rektor gewählt wird, gestrichen wird. In Zukunft sollte ein Hochschulrat, bestehend aus führenden Persönlichkeiten der Wirtschaft und Kultur, den Präsidenten wählen. Dieses Eckpunktepapier löste an der Christian-Albrechts-Universität zu Kiel eine Protestwelle aus. Nach einer Vollversammlung am 18. Januar 2006 besetzte eine kleine Gruppe von Studenten, die sich selbst als Unischläfer bezeichneten, das Rektoratshochhaus der Universität und forderte eine klare Stellungnahme des Rektorats zu den von Austermann vorgestellten Plänen. Der Besetzung folgten weitere Aktionen.
Der Besuch des UN-Bildungsbeauftragten Vernor Muñoz im Februar, der die Chancengleichheit untersucht und in Deutschland kritisiert hatte, gab dem Anliegen der Studenten neuen Auftrieb: Munoz bezeichnet Bildung ausdrücklich als Menschenrecht und nicht als ökonomisches Gut. In Deutschland sei wie sonst kaum noch in entwickelten Ländern gute Bildung an soziale Herkunft geknüpft. Munoz kritisierte auch den Föderalismus in der Bildungspolitik.
Mitte Mai gab es Proteste in Hessen und Nordrhein-Westfalen, wo die Universitäts-Senate nun individuell über Studiengebühren entscheiden sollten: Rektorate in Köln, Duisburg, Siegen, Paderborn (zum zweiten Mal in diesem Jahr) wurden besetzt, eine Versammlung in Köln, wo auch die FDP-Zentrale besetzt wird, unter hohem Polizeiaufgebot geräumt. In Marburg kam es zu einer Demonstration von 4000 Studenten, die im Anschluss die Stadtautobahn für eine Stunde besetzten, weitere Demonstrationen gab es auch in Frankfurt, Bonn und Bochum.

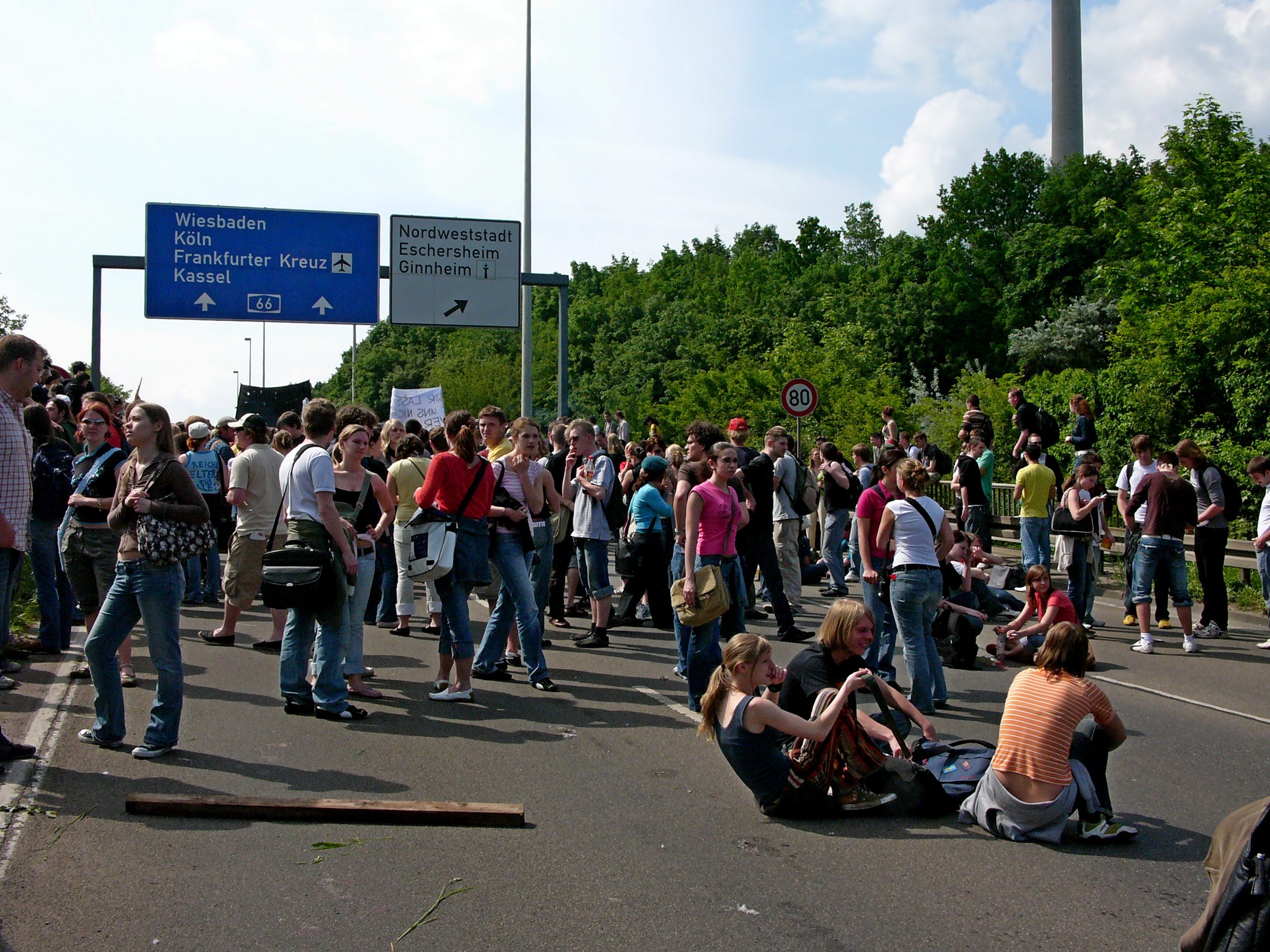
Studentenprotest gegen Studiengebühren in Frankfurt/Main 2006

Am 31. Mai wurden in mehreren Landesparlamenten Studiengebührengesetze diskutiert oder verabschiedet. Es kam u. a. zu Aktionen und Demonstrationen in Bonn, Siegen, Frankfurt, Gießen, Wuppertal und Hamburg. In Berlin besetzten Studenten kurzzeitig aus Protest die Hamburger Landesvertretung. In Hamburg demonstrierten ca. 800 Studenten, einige Studenten besetzten Gleisanlagen. In der Bürgerschaft versuchten Studenten, die Sitzung mit dem Gedicht „Es ist alles still“ von Heinrich Heine zu stören, es kam zu Tumult, fünf Studenten wurden verhaftet und nach Leibesvisitation abtransportiert. Einige Studenten kommen in ein für Hooligans bei der WM 2006 errichtetes Gefängnis.
Am 15. Juni gründete sich das „Berliner Bündnis für Freie Bildung – gegen Studiengebühren“. Hintergrund waren die zu erwartenden Studiengebühren. Im Bündnis engagieren sich derzeit über 50 Gruppen sowie zahlreiche Einzelpersonen. Am 6. Juli kam es nach einer friedlichen Demonstration mit einigen tausend Teilnehmern in Frankfurt zur Besetzung eines Autobahnzubringers, in deren Folge 231 Demonstranten festgenommen werden.

#### 2008
Kurz vor den Landtagswahlen in Niedersachsen und Hessen organisierte das Aktionsbündnis gegen Studiengebühren zusammen mit den LandesAsten, Studenten, Schülern und den Gewerkschaften Demonstrationen gegen Studiengebühren. In Hannover nahmen am 25. Januar etwa 1500 Menschen teil. Die Demonstration verlief friedlich. Kurz vor dem Ende der Demonstrationsroute verletzten mehrere Hundert Studenten und Schüler die Bannmeile des Niedersächsischen Landtags und hielten vor diesem über eine Stunde eine Kundgebung ab. Die Parlamentarier schlossen sich daraufhin im Landtag ein. In Frankfurt beteiligten sich am 26. Januar etwa 1000 Menschen. Die Polizei erklärte die Demonstration vorzeitig für beendet, als sich auch hier einige Demonstrationsteilnehmer nicht an die Demonstrationsroute halten wollten. Daraufhin löste sich die Demonstration in viele kleinere Gruppen auf, und es kam zu Sachbeschädigungen. Die Polizei kesselte verschiedene Gruppen ein, setzte Schlagstöcke ein und nahm über 200 Teilnehmer vorübergehend fest.
Seit die Auswirkungen des sogenannten Bologna-Prozesses spürbar wurden, fanden an einigen Universitäten Studentenproteste gegen die Bologna-Reformen statt. So wurde etwa am 25. November 2008 an der Georg-August-Universität Göttingen gegen die Bachelor-Studienbedingungen protestiert und gefordert, die systematische Entmündigung der Studierenden solle beendet werden. Es müsse „Schluss mit der systematischen Zerstörung der Universitäten!“ sein.
Auch in Trier protestierten mehr als 600 Studenten am 13. November 2008 gegen die Bologna-Reformen. Dabei wurde die Einführung von modularisierten Studiengängen als „Genickbruch für das Hochschulsystem“ bezeichnet und kritisiert, dass die "Devise heute Gleichmacherei, Massenabfertigung und Ausrichtung der Bildung auf die Interessen der Wirtschaft" lauten würde. Ähnliche Proteste fanden auch an der Freien Universität Berlin statt.

#### 2009

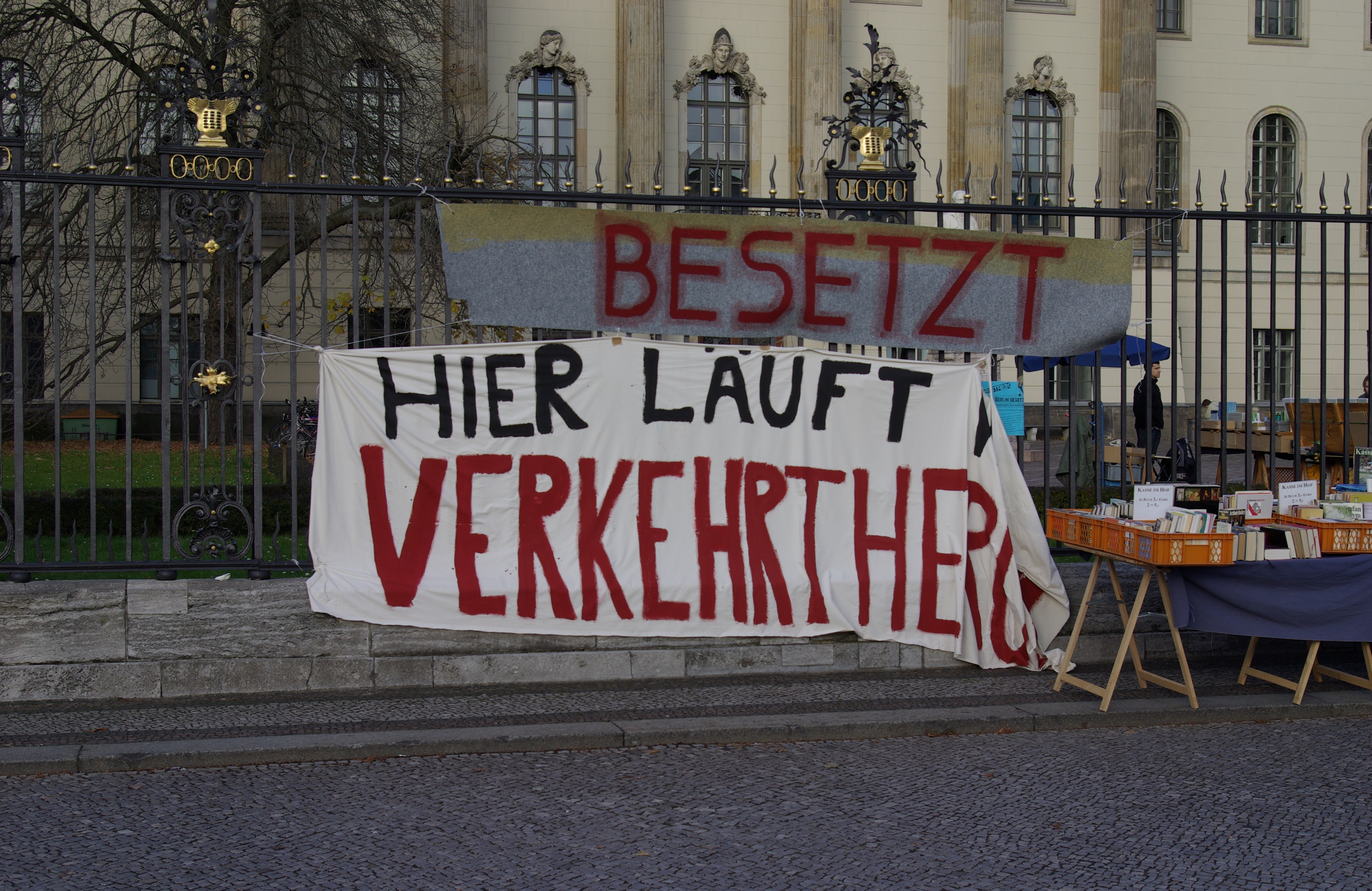
Besetzung der Humboldt-Universität zu Berlin, November 2009

Im Jahr 2009 fand ein Bundesweiter Bildungsstreik statt. Anlässlich der Weltwirtschaftskrise und der nahen Bundestagswahl formierte sich deutschlandweit ein breites Bündnis aus Schülern, Studierenden und Auszubildenden. Es organisierten sich an vielen deutschen Universitäten vorbereitende Aktionsgruppen. Eine der ersten öffentlichen Aktionen des Bündnisses war die Teilnahme an der Demonstration „Wir zahlen nicht für eure Krise“ am 28. März 2009 in Berlin, die gegen den Umgang der Bundesregierung mit der Finanzkrise und für eine dauerhafte Umverteilung eintrat. Im Rahmen eines überregionalen Koordinationstreffens an der Technischen Universität Berlin befanden sich hunderte streikwillige Studenten in der Stadt, die zusammen mit Schülerinnen und Schülern einen „Bildungsblock“ des Demonstrationszuges organisierten. Die Gewerkschaft Erziehung und Wissenschaft (GEW) unterstützte in einem Beschluss des Gewerkschaftstages vom 27. April 2009 den Aufruf zum Bildungsstreik. Am 27. Mai 2009 musste Bundeskanzlerin Angela Merkel aufgrund studentischer Proteste eine Rede an der Humboldt-Universität zu Berlin minutenlang unterbrechen. Auf Transparenten wurde unter anderem die Abschaffung von Studiengebühren gefordert. Am Montag, den 15. Juni 2009, begann die zentrale Streikwoche mit symbolischen Besetzungen und spontanen Demonstrationen in mehreren deutschen Universitätsstandorten. Am 17. Juni 2009, dem Demonstrationstag der Streikwoche, gingen etwa 230.000 junge Menschen deutschlandweit auf die Straßen. Einen wesentlichen neuen Protestimpuls lieferte jedoch die Besetzung mehrerer Hörsäle an österreichischen Universitäten im Oktober 2009. Dies führt zu Solidarisierungsaktionen an vielen Universitäten im deutschsprachigen Raum. In mehreren deutschen Hochschulen wurden Hörsäle von Studierenden besetzt. Damit erreichte die von Medien als generation 09 bezeichnete Studentenbewegung eine breite mediale Aufmerksamkeit und brachte den österreichischen Wissenschaftsminister EU-Kommissar Johannes Hahn (ÖVP) über einen von den Grünen geforderten Misstrauensantrag parlamentarisch unter Druck.

#### 2011
Im November 2011 begannen erneut Studentenproteste. Es fanden in mehreren deutschen Städten Demonstrationen statt. Zu Besetzungen kam es in Berlin und Regensburg. Im Vergleich zum Bildungsstreik von 2009 lief der Protest jedoch zurückhaltend an. An der Freien Universität Berlin wurde die Besetzung durch das Eingreifen der Polizei nach kurzer Zeit beendet.

#### 2022/2023
Ab Oktober 2022 besetzten Studierende der internationalen Kampagne End Fossil: Occupy! in mehreren Städten Hörsäle, etwa in Göttingen, Duisburg-Essen, Erlangen, Marburg oder Karlsruhe, um ein Ende des fossilen Wirtschaftens zu fordern. Die Proteste wurde überwiegend toleriert und endeten oft mit Gesprächsangeboten. Die Leitung der Goethe-Universität Frankfurt ließ einen besetzten Hörsaal auf dem Campus Westend allerdings am 6. Dezember durch die Polizei räumen. Der AStA und weitere Studierendengruppen kritisierten das Vorgehen. Anfang des Jahres besetzten Gruppen von End Fossil Hörsäle an der Universität Bonn und an der MLU in Halle an der Saale. Im Mai 2023 besetzten End-Fossil-Gruppen weitere Schulen und Hochschulen in Deutschland und anderen Ländern.

### Frankreich

#### Landesweite Unruhen 2006

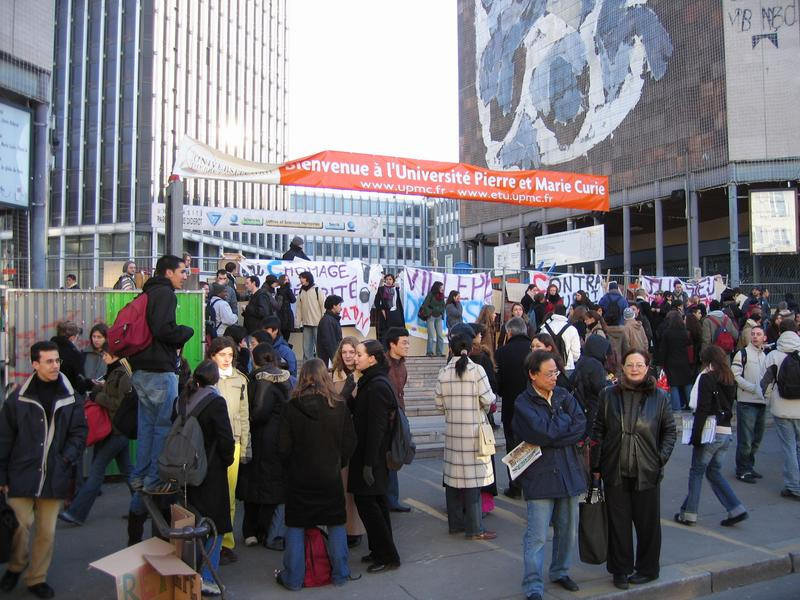
Protest gegen den CPE: Blockade des Pariser Universitätscampus Jussieu

In Frankreich kam es im Februar und März 2006 zu landesübergreifenden Protesten gegen ein neues Sonderarbeitsrecht für Berufsanfänger (Contrat première embauche). In der Nacht von 10. auf 11. März wurde die von Protestierenden besetzte Sorbonne von Einheiten der CRS mit Tränengas und Schlagstockeinsatz geräumt. Zuvor hatte sich der Pariser Bürgermeister besorgt über das „rigide Vorgehen“ der Polizei gezeigt. Einige Beobachter zogen auch Parallelen zu den Mai-Unruhen von 1968. In der Nacht zum 15. März kam es nach einem Marsch auf die Sorbonne zu erneuten gewaltsamen Ausschreitungen, bei denen mindestens neun Demonstranten festgenommen und mindestens neun Beamte verletzt wurden. In der Nacht zum 17. März weiteten sich die Studentenproteste erneut aus. Nach einem zunächst friedlichen Demonstrationszuges von der Place d’Italie nach Sèvres-Babylone kam es zunächst zu Ausschreitungen zwischen Autonomen und der Polizei, wobei ein Zeitungsstand abgebrannt wurde. Später versammelten sich wieder Demonstranten vor der Sorbonne und forderten den Abzug der Polizei, die das Hauptgebäude und das umliegende Viertel weiter abgesperrt hielt. Bei Ausschreitungen an der Place de la Sorbonne wurden mehrere Geschäfte und Bars verwüstet und ein Buchladen angezündet, worauf die Polizei das ganze Viertel zwischen Sorbonne, Odéon und St. Michel räumte. Hierbei wurden etliche Randalierer festgenommen, die sich an den Verwüstungen beteiligt hatten oder später in kleinen Gruppen Autos und Fensterscheiben zerstörten. Nach Angaben der Polizei habe es sich dabei nicht um „Studenten“ gehandelt, sondern um „autonome Krawallmacher“. Es stellte dabei allerdings die Frage, ob militant Agierende nicht auch Studenten sein können; 92 Polizisten sowie 18 Demonstranten wurden verletzt, 187 Protestierende festgenommen.

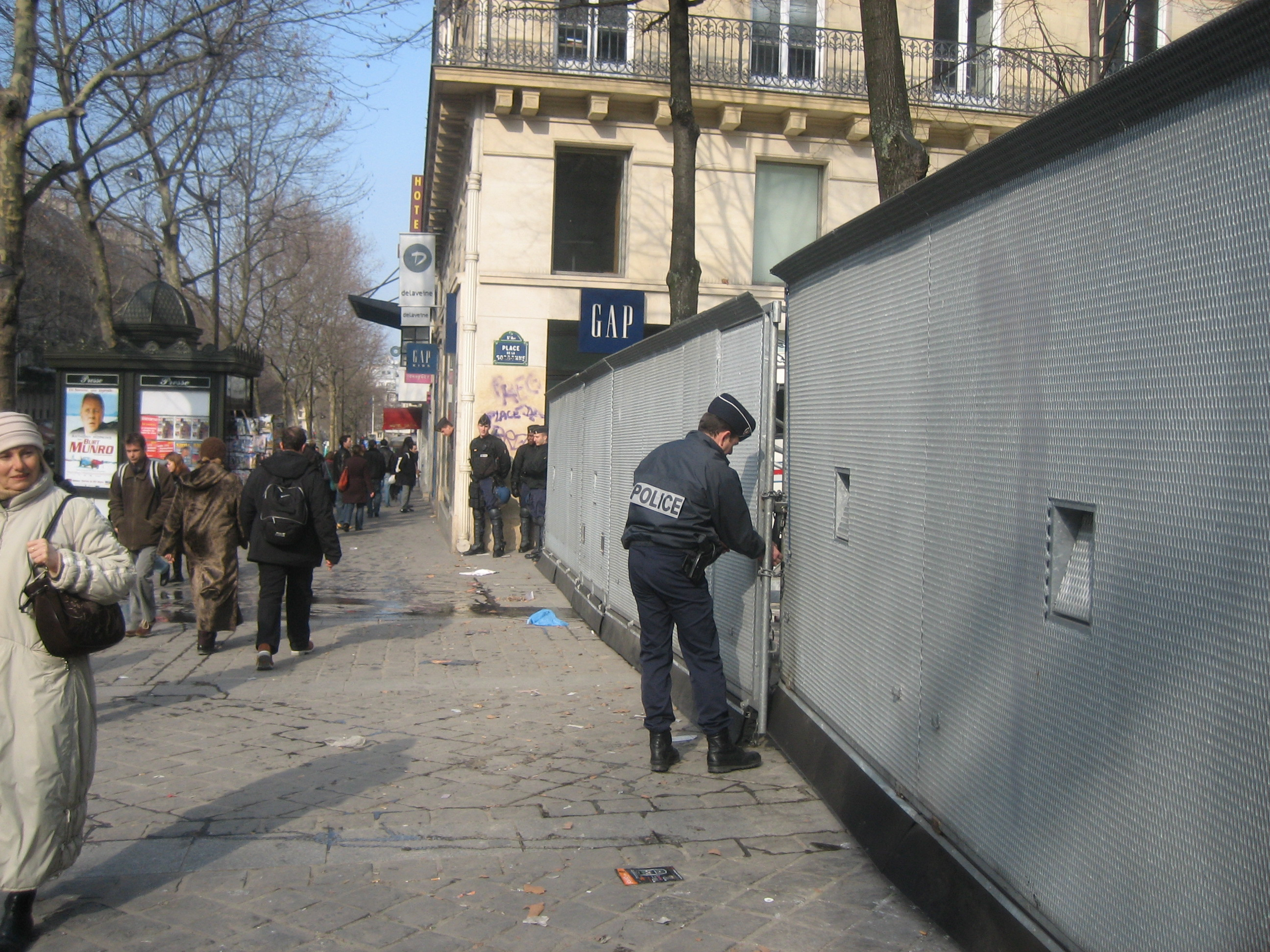
Absperrungen am Place de la Sorbonne

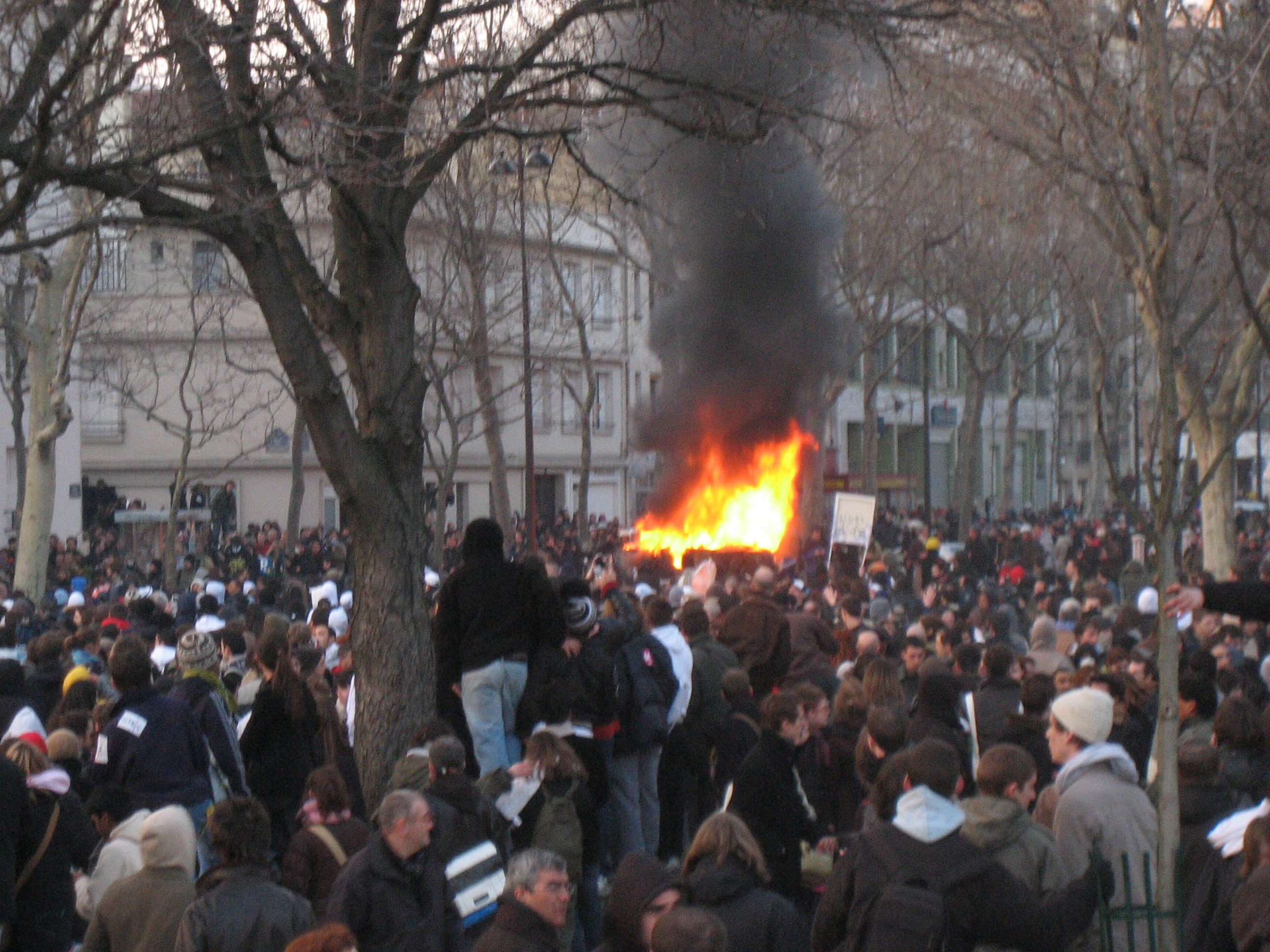
Ausschreitungen Place de la Nation

Am Samstag, dem 18. März, gingen in Frankreich zwischen 500.000 und 1,5 Millionen Menschen auf die Straße. Besonders hierbei war, dass erstmals sonst verfeindete Gewerkschaften miteinander demonstrierten. Allein in Paris beteiligten sich zwischen 80.000 und 350.000 Menschen an einem Demonstrationszug von Denfert-Rochereau zur Place de la Nation. Auch an diesem Tag kam es wieder zu schweren Auseinandersetzungen mit der Polizei. Zunächst verlief die Pariser Veranstaltung friedlich, bis am Ende der Veranstaltung am Rande der Demonstration ein Auto angezündet wurde und die Fenster von zwei Geschäften zu Bruch gingen. Obwohl sich die Situation zunächst wieder beruhigte, beschloss die Polizei, die Demonstration gewaltsam aufzulösen, wobei auch Unbeteiligte verletzt wurden. Die aufgebrachte Menge wurde vom Platz in Nebenstraßen getrieben, wo die Demonstranten brennende Barrikaden errichteten, weitere Autos anzündeten und zahlreiche Geschäfte zerstörten. Später verlagerte sich der Schwerpunkt wieder auf das Quartier Latin, wo die Polizei einen Sit-in von ca. 500 Studenten, die die Freigabe der Sorbonne forderten, gewaltsam auflöst. Später kam es auch hier wieder zu Krawallen, bei denen die Absperrungen um die Sorbonne teilweise niedergerissen wurden.
Die Polizei kam während dieser Tage auch in die Kritik, da sie Neonazis zur Sorbonne ließen, wo diese Linke unter anderem mit Baseballschlägern angriffen.

### Österreich

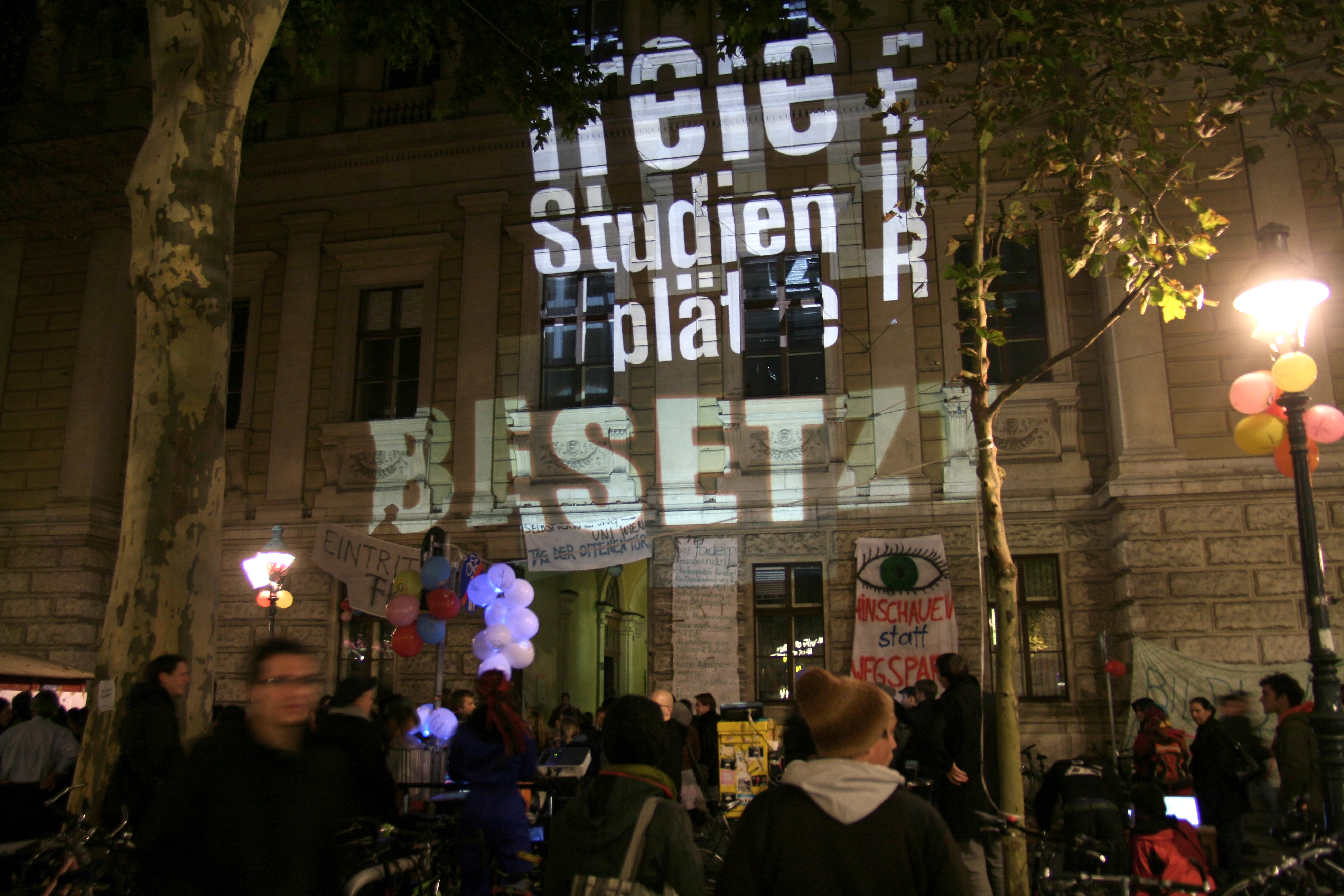
Studentenproteste an der Universität Wien, Oktober 2009

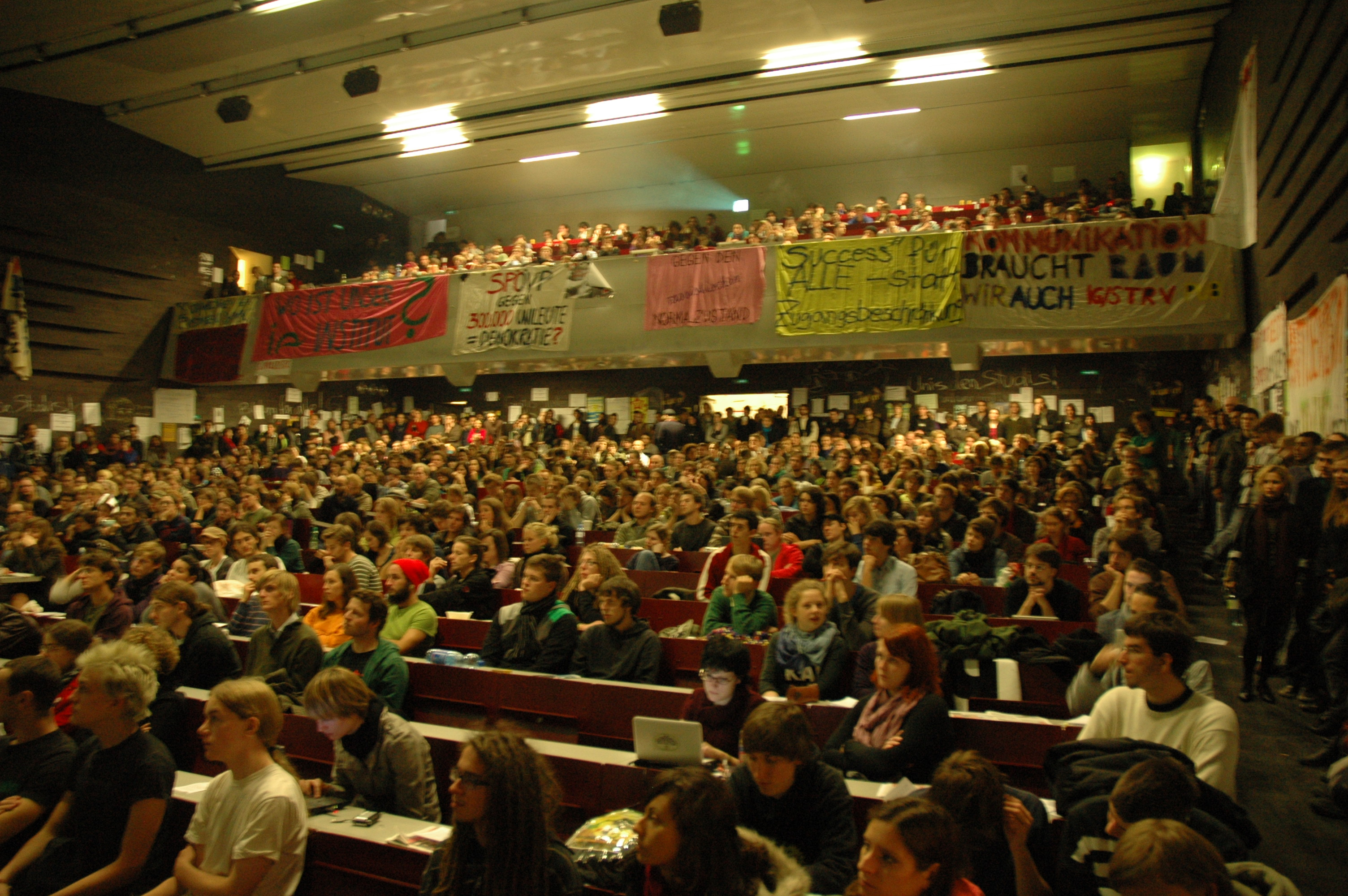
Besetztes Auditorium maximum Wien, Oktober 2009

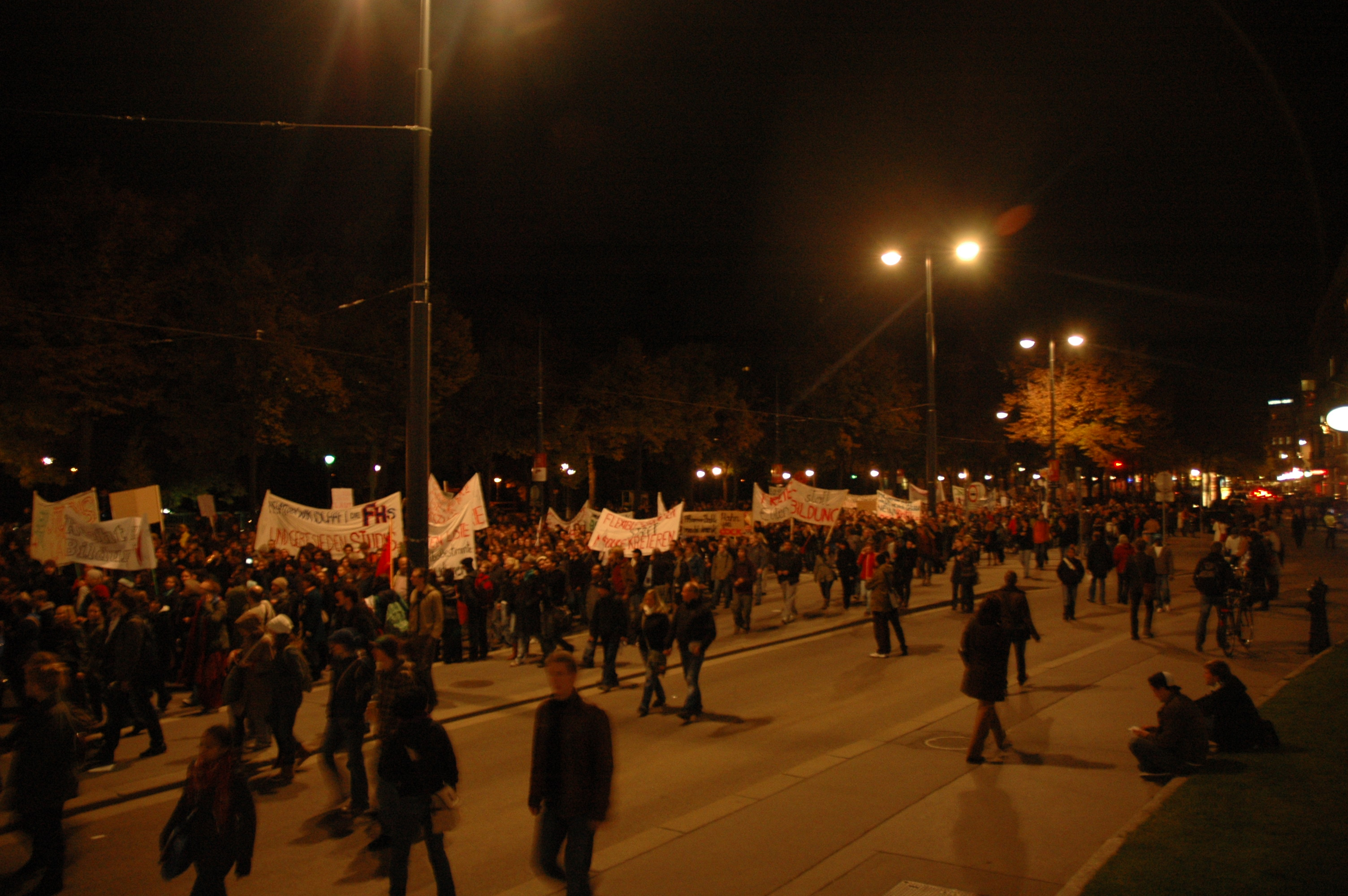
Teil des Demonstrationszuges auf der Ringstraße, Höhe Rathauspark, am 28. Oktober 2009

#### Entwicklungen bis 1968
Die 1950er und 1960er Jahre waren vor allem aber noch durch eine starke konservative, deutschnationale, rechtsradikale und auch neonazistische Vorherrschaft unter den Studenten gekennzeichnet, repräsentiert durch den katholischen Cartellverband und den rechten Ring Freiheitlicher Studenten. Österreich verleugnete zu dieser Zeit noch jede Mitschuld am Nationalsozialismus und definierte sich als „erstes Opfer“. Unter diesem Klima kam es insbesondere nach dem Abzug der Besatzungsmächte 1955 zu offenerem Auftreten rechter Gruppierungen und Burschenschaften, wie etwa im Oktober 1959, als rund 2000 Deutschnationale anlässlich des 200. Geburtstages von Friedrich Schiller in Wien aufmarschierten, sangen und Kränze niederlegten, während antifaschistische Gegendemonstranten von der Polizei verprügelt wurden.
Einer der ersten Studentenproteste Österreichs fand 1952 auf der Wiener Ringstraße statt, als Studenten dort einen Sitzstreik gegen die Studiengebühren abhielten.
Bereits im Dezember 1960 war es für die Österreichische Universitätenkonferenz erstmals notwendig, aufgrund überfüllter Hörsäle private Säle, wie etwa Kinos, anzumieten, um einen geregelten Studienbetrieb gewährleisten zu können. Gegen diese Zustände gab es immer wieder Demonstrationen, etwa am 29. Mai 1961, als auch der Ring blockiert wurde, und am 14. Dezember 1962. Im Mai 1963 rief die Österreichische Hochschülerschaft (ÖH) zur „Aktion Vorschrift“ auf – die Studenten sollten alle inskribierten Vorlesungen besuchen, um die Raumnot sichtbar zu machen. Zudem kam es zu „wilden“, also unangemeldeten, Demonstrationen am 17. Mai in der Wiener Innenstadt. Da bei diesen Demonstrationen RFS-Studenten Parolen wie „Pittermann in den Kongo“ oder „Pittermann – Sozisau“ kam, sagte die Hochschülerschaft weitere Demonstrationen ab, da diese „von unreifen und radikalen Studenten zu Krawallen und Übergriffe mißbraucht“ wurden.
Anfang der 1960er Jahre nahmen rechtsradikale Vorfälle zu, und es kam zunehmend zu Verhaftungen randalierender, rechter Studenten. Die Wiener Burschenschaft Olympia wurde 1961 wegen Verstrickungen in Bombenanschläge in Südtirol aufgelöst (und 1973 neu gegründet).
1962 verklagte der Professor für Sozial- und Wirtschaftsgeschichte an der Hochschule für Welthandel, Taras Borodajkewycz, zwei Autoren, die ihn in einem Artikel in Zusammenhang mit „Neonazismus“ stellten. Borodajkewycz war unter den Studenten bekannt für seine antisemitischen Äußerungen, die er in seinen Vorlesungen verbreitete, doch die Autoren wurden im November 1963 schuldig gesprochen. Die Diskussionen um Borodajkewycz weiteten sich aus, in der Kabarettreihe „Zeitventil“ wurden Zitate Borodajkewyczs bemüht. Borodajkewycz sah sich bemüßigt, am 23. März 1965 eine Pressekonferenz in den Räumen der Hochschülerschaft durchzuführen, der zahlreiche Sympathisanten beiwohnten, die bei jeder antisemitischen Aussage laut aufjohlten. Diese Provokationen führten am nächsten Tag zu Zusammenstößen zwischen sozialistischen Studenten und Sympathisanten von Borodajkewycz bei einer seiner Vorlesungen. Der Vorsitzende der Hochschülerschaft solidarisierte sich in der Folge mit Borodajkewycz, Verteiler von Flugzetteln mit dem Aufruf, keinen „Antisemiten und Antidemokraten“ zu dulden, wurden teilweise mit „Heil Borodajkewycz“-Rufen bedrängt.
Am 29. März kam es zu Demonstrationen, bei denen 1.000 Gegner Borodajkewyczs auf rund 200 rechtsradikale Gegendemonstranten stießen, die Rufe wie „Saujuden“, „Kommunistenschweine“ und „Hoch Auschwitz“ von sich gaben. Am 31. März attackierten Rechtsextreme eine weitere Demonstration der Linken mit Stahlruten und Stöcken. Bei dieser Demonstration kam es auch zu jenem tödlichen Zwischenfall, der die Eskalationsspirale schlagartig beendete: Bei einem Angriff auf den ehemaligen Widerstandskämpfer gegen den Nationalsozialismus Ernst Kirchweger durch einen Gegendemonstranten wurde Kirchweger so schwer verletzt, dass er zwei Tage später an den Verletzungen erlag. In der Folge kam es zur bis dahin größten antifaschistischen Demonstration Österreichs der Nachkriegszeit mit 25.000 Teilnehmern. Hausbesetzer benennen später das Ernst-Kirchweger-Haus nach ihm.
1967 gab es nach dem Mord an Benno Ohnesorg große Solidaritätskundgebungen. Im selben Jahr kam es auch zu Demonstrationen gegen die Einführung einer EDV-verarbeiteten Hochschulstatistik.

#### Entwicklungen nach 1968
1967 entstand die Kommune Wien, eine Mischung aus Aktionsgruppe und Studentenverbindung rund um Robert Schindel, die zwischenzeitlich auch Sozialistische Österreichische Studenten (SÖS) und zuletzt Föderation Neue Linke (FNL) hieß. Diese Gruppierung war an vielen Aktionen der Jahre 1967 bis 1969 beteiligt und verschwand anschließend wieder von der Bildfläche.
Eine der ersten Aktionen des Jahres 1968 war eine Störaktion des Opernballs am 22. Februar, ausgehend von den linken Studentenvertretungen Vereinigung Demokratischer Studenten (VDS) und Freie Österreichische Jugend (FÖJ). Eine Blockade der Ringstraße wurde zwar bald von der Polizei aufgelöst, doch konnten in der Staatsoper Flugblätter geworfen werden.
Am 1. Mai 1968 eskalierten die Spannungen zwischen dem VSStÖ, der Vereinigung sozialistischer Studenten, und der SPÖ, die keine Störung ihres traditionellen Aufmarsches durch Studenten dulden wollte und daher bereits im sämtliche Transparente vorher kontrollierte. Als am Nachmittag ein Blasmusikkonzert, das auch im Fernsehen übertragen werden sollte, durch „Reigen tanzende“ und Diskussionsrunden bildende Studenten „gestört“ wurde, wurde ein Räumungsultimatum gestellt, und nach dessen erfolglosem Ablaufen stürmten Polizisten, die von den Studenten mit „Ho-Ho-Holaubek“-Rufen (der Name des damaligen Polizeipräsidenten) empfangen wurden, den Platz. Es gab, wie zur damaligen Zeit üblich, zahlreiche Verletzte unter den Studenten, die von Polizisten niedergeknüppelt, getreten und teilweise an den (langen) Haaren vom Platz gezerrt wurden. Tatkräftige Unterstützung hielten die Polizisten dabei von vielen der Konzertbesucher, die Studenten teilweise festhielten oder den Polizisten in die Arme stießen. In den darauffolgenden Tagen verließen viele aus Protest gegen die SPÖ den VSStÖ und schlossen sich zum Teil mit der Kommune Wien zum SÖS zusammen.
Einen ersten Höhepunkt der Studentenproteste des Jahres 1968 markierte ein „Teach-in“ über „Weltrevolution und Konterrevolution“ unter der Leitung von Bahman Nirumand, einem dem deutschen SDS nahestehenden Perser. Die Veranstaltung dauerte bis spät in die Nacht und mündete schließlich in die Besetzung des Hörsaal 1 des Neuen Institutsgebäudes (NIG) der Universität Wien. Betriebsräte der Floridsdorfer Lokomotivfabrik hielten bis spät in die Nacht Reden zur drohenden Schließung des Werkes. Die Besetzung wurde am nächsten Tag beendet, um an der Schülerdemonstration teilzunehmen, in deren Folge die Parlamentsrampe gestürmt wurde. Die Oberstufenschüler des Lycée Français de Vienne traten aus Solidarität mit den französischen Studenten in den Streik, im Gymnasium Stubenbastei boykottierten Oberstufenschüler den Unterricht und besetzten, da sie von Professoren am Verlassen des Gebäudes gehindert wurden, den Zeichensaal.
Am 7. Juni kam es zum bekanntesten Ereignis der „68er-Bewegung“ in Österreich: Die als „Uni-Ferkelei“ in die Geschichte eingegangene Veranstaltung „Kunst und Revolution“ aktionistischer Künstler im Hörsaal 1 des NIG. Die darauffolgende „mediale Hetzkampagne“ ließ viele Studenten sich von den Aktivisten rund um den SÖS zu distanzieren, der sich daraufhin allmählich auflöste.
Am 17. Oktober scheiterte zunächst der Versuch, die Inauguration des neuen Rektors zu stören. Die wenigen, die am frühen Vormittag zur Veranstaltung im Festsaal vorstoßen konnten, wurden von RFS- und Korpsstudenten unsanft wieder hinausbefördert. Doch als die Würdenträger später über die Aula das Gebäude verlassen wollte, wurden sie von inzwischen zahlreich wartenden Studenten eingeschlossen und mit Konfetti und Tomaten beworfen.
Den eigentlichen Höhepunkt der Studentenbewegung dieser Zeit sehen viele jedoch in den Ereignissen ab dem 20. Jänner 1969. Der Schah von Persien hielt sich in Wien auf. Es gab Kundgebungen gegen ihn und Auseinandersetzungen mit der Polizei. Ein Teil der Demonstranten flüchtete daraufhin in das Audimax der Universität Wien und besetzte dieses. Der Siegfriedskopf in der Aula, symbolträchtiger Treffpunkt für Burschenschafter, wurde mit Kot beschmiert. Am darauffolgenden Tag gab es erneut Kundgebungen, im Zuge derer sich Anhänger des Schahs („Jubelperser“) an den Studenten und sonstigen Demonstranten für den Vortag „rächten“ und mit Eisenstangen und Latten attackierten. Daraufhin kam es am 22. Jänner zu einer Demonstration mit 3.000 Teilnehmern, die die Ausweisung des iranischen Geheimdienstes forderten. Die Demonstration wurde von der Polizei bei der Freyung angehalten und zur Auflösung angewiesen. Gegendemonstranten, vorrangig aus dem RFS-Umfeld, begleiteten die Demonstration mit Rufen wie „Bravo Polizei!“, „Nieder mit den roten Fahnen“ und „Lieber tot als rot“. Als die Demonstration über den Graben zur Oper weiterzog, kam es erneut zu gewalttätigen Auseinandersetzungen mit der Polizei und Verfolgungsszenen. Als auch der Obmann des oppositionellen iranischen Studentenvereins in Wien, Esmail Salem, verhaftet wurde und in den Iran ausgewiesen hätte werden sollen, gab es erneut Protestaktionen am 27. Jänner, darunter ein „Teach-In“ im Hörsaal 1 der Universität Wien sowie ein Sitzstreik, gefolgt von einem Hungerstreik iranischer und österreichischer Studenten. Als einziges Zugeständnis wurde erreicht, dass Salem nicht in den Iran ausgewiesen wird, sondern in ein Land seiner Wahl ausreisen darf.
Die nächsten größeren Protestaktionen und Demonstrationen fanden im Zuge der internationalen Proteste gegen den Einmarsch von US-Soldaten in Kambodscha, Anfang Mai 1970. Nach einer kleineren Kundgebung am 8. Mai gab es am 13. Mai eine große Demonstration, im Zuge derer das Dachgeschoss der Akademie der bildenden Künste sowie das soziologische Institut der Universität Wien besetzt wurden. Es wurden anti-amerikanische Transparente und am Dach des Hotel Bristol, dem Sitz der US-SALT-Delegation, eine Fahne der vietnamesischen Befreiungsfront gehisst. 5.000 Teilnehmer zählte die Demonstration, im Anschluss trafen sich viele zu einer Veranstaltung im Audimax, im Hörsaal 1 des NIG gab es ein Teach-In zwecks Vorbereitung weiterer Aktionen.
Unter der neuen Regierung Bruno Kreiskys wurden 1969/1970 auf Druck der Studenten Studienkommissionen mit drittelparitätischem Mitspracherecht der Studenten eingesetzt. Erste Institutsvertretungen wurden gebildet. 1973 schafft dieselbe Regierung die Studiengebühren ab.
1975 trat das neue Universitätsorganisationsgesetz in Kraft. Dieses schreibt erstmals Mitbestimmung der Studenten bei universitären Entscheidungen fest.
Von 1976 bis 1984 kam es zu einer Reihe von Aktionsbewegungen, die unter studentischer Beteiligung oder aus studentischen Kreisen ausgingen. Es kam zu einigen Besetzungen, darunter auch jene des alten Schlachthofes in Sankt Marx unter Beteiligung heute bekannter Sänger wie Wolfgang Ambros. Aus dieser Besetzung ging die Arena Wien hervor. Ebenfalls in dieser Zeit entstanden das WUK, das GAGA und das Amerlinghaus.
Ab Mitte der 1980er Jahre verlor die konservative, ÖVP-nahe Aktionsgemeinschaft (AG) und ihr nahestehende rechte Studentenvertretungen erstmals nach Jahrzehnten die Mehrheit bei den Wahlen der österreichischen Hochschülerschaft (ÖH), und die ÖH nimmt bei den folgenden Protesten eine stärkere Rolle ein.
1987 besetzten Studenten aus Protest gegen ein Sparpaket im Bildungsbereich das Audimax der Universität Wien. Es blieb bis Mitte November besetzt, gleichzeitig fanden immer wieder auch spontane Demonstrationen und Protestaktionen statt. Auch in anderen österreichischen Universitätsstädten fanden Demonstrationen statt. Die größte Demonstration fand am Samstag, den 24. Oktober 1987, mit auf bis zu 40.000 geschätzten Teilnehmern statt. Bis zu den Weihnachtsferien wurden die Demonstrationen immer schwächer, nach den Weihnachtsferien waren die Proteste zu Ende. Die konservative Studentenvertretung AG distanzierte sich hingegen davon und veranstaltete eine eigene Demonstration im November.
Im Herbst 1989 fanden mehrere kleinere Aktionen und Demonstrationen von einzelnen Instituten und linken Gruppierungen statt. Im Jänner 1992 wurde das Audimax in Wien wieder besetzt und eine „Plattform gegen Studienverschärfungen“ gegründet. Eine von der AG organisierte Demo erreichte im März 10.000 Teilnehmer.
1992 kam es als Reaktion auf das FP-Anti-Ausländer-Volksbegehren zu einigen Gegendemonstrationen, 1993 wurde ein Lichtermeer aus Kerzen am Wiener Heldenplatz entzündet.
Ebenfalls 1993 wurde ein neues Universitätsorganisationsgesetz beschlossen. Diesem folgte ein 1995 angekündigtes und 1996 in Kraft getretenes Sparpaket, das auch das Bildungssystem treffen sollte. Bereits Ende September gab es Protestaktionen an vielen Mittelschulen, am 22. September 1995 demonstrierten Tausende in Wien. Am 17. Oktober 1995 wurde gegen die Stimmen der AG von der ÖH erneut eine Demonstration veranstaltet, an der etwa 10.000 teilnehmen. Bereits in den Semesterferien mobilisieren einige Institutsvertretungen für neuerliche Proteste, das Audimax wurde erneut besetzt, spielte aber aufgrund dezentralerer Strukturen eine kleinere Rolle als früher. Am 14. März demonstrierten rund 40.000 Menschen. In den folgenden Wochen fand jeden Freitag eine Demonstration statt, um das Abbröckeln der Bewegung zu verhindern. Es nahmen jedoch immer weniger Studenten daran teil. Spontane, unangemeldete Demonstrationszüge durch Wien lösten die regelmäßigen Proteste ab. Beides waren Protestvariationen, die bei den Donnerstagsdemonstrationen im Jahr 2000 gegen die Mitte-rechts-Regierung breit zum Einsatz kamen.
Im Jahr 2000 fanden zahlreiche Demonstrationen, auch aus studentischem Umfeld, gegen die neue Regierung Wolfgang Schüssels mit der FPÖ Jörg Haiders statt. Gegen die Wiedereinführung der Studiengebühren, die dieselbe Regierung 2001/2002 wieder einführte, gab es im Vorfeld erneut heftige Demonstrationen. Am 19. September 2000, dem Tag an dem die Wiedereinführung der Studiengebühren bekannt wurde, kam es zu einer spontanen Demonstration am Ring. Im Zuge der Donnerstagsdemonstrationen wurde auch immer wieder die Bildungspolitik thematisiert und an einer eigenen Demonstration gegen die Wiedereinführung der Studiengebühren am 11. Oktober nahmen zehntausende Studenten teil. Demonstrationen und kleinere, unregelmäßige Aktionen fanden bis zum März 2001 statt. Ein regelmäßiger Uni-Aktionstag konnte nicht durchgesetzt werden.
Auch 2002 kam es zu einer kurzzeitigen Besetzung des Wiener Audimax, aus Protest gegen das Universitätsgesetz 2002 von Ministerin Gehrer.
Am 20. Jänner 2004 gab es eine von der ÖH organisierte mehrstündige Besetzung des Rektorats und des Senatssitzungssaales durch mehrere hundert Studenten aus Protest gegen den neuen Organisationsplan von Rektor Winckler, der laut Vorwürfen der Studenten demokratische Strukturen endgültig abschaffe und durch neoliberale Strukturen und Pläne ersetze. Bei dieser Besetzung, die während einer Sitzung stattfand, kam es zur Tortung von Rektor Winckler. Auch im März gab es eine eintägige Besetzung des Rektorats und des Senatssitzungssaales durch dutzende Studierende aus Protest gegen die unzureichende Berücksichtigung von Frauen im neuen Organisationsplan.

#### Studentenproteste 2009
Am 20. Oktober 2009 besetzten Lehrpersonal und Studenten der Akademie der Bildenden Künste aus Protest gegen die Einführung des Bachelor/Master-Systems (vgl. Bologna-Prozess), das vom Rektorat unterstützt wird, ihre Universität unter dem Motto Unsere Uni. In der Folge fand am 22. Oktober eine Solidaritätskundgebung von Studenten der Universität Wien im Votivpark vor dem Hauptgebäude statt. Die Kundgebung wurde wenig später von der Polizei aufgelöst, woraufhin die Demonstranten in das Universitätsgebäude zogen und kurzerhand das Auditorium maximum besetzten. Innerhalb kurzer Zeit erhielt die Besetzung großen Zulauf, sie dauerte 61 Tage und somit so lange wie noch nie an. Unterschied zu früheren Audimax-Besetzungen war auch die Ausdehnung: Neben dem Audimax waren zwei direkt angrenzende, große Räume (Garderobe und Prominentenzimmer) ebenfalls besetzt. Erstere als Volksküche, zweiteres als Presse- und Medienraum. Bis zuletzt war auch das Universitätssportzentrum (USI), das ebenfalls im Hauptgebäude, jedoch in einem anderen Trakt liegt, besetzt. Vor allem aber wurde am 27. Oktober auch am Campus ein Hörsaal, der zweitgrößte Österreichs, der „C1“, der über große Freiflächen im Foyer verfügt, besetzt und mit Couches und Hängematten ausgestaltet. Dieser blieb bis zum 6. Jänner 2010 besetzt, also 77 Tage. Das übrige Gebäude darf allerdings weiterhin genützt werden, der Hörsaal wird zudem weiterhin abends für Plena freigegeben. Die Proteste weiteten sich unter dem gemeinsamen symbolischen Motto Uni brennt auf andere österreichische Universitäten aus, so wurden Hörsäle in Graz, Linz und Salzburg besetzt. Der Protest richtet sich unter anderem gegen Studiengebühren, Zulassungsbeschränkungen und die Politik des österreichischen Wissenschafts- und Forschungsministers Johannes Hahn (ÖVP).
Gefordert werden generell mehr finanzielle und räumliche Kapazitäten für die österreichischen Universitäten, die unter chronischer Platznot und einem schlechten Betreuungsverhältnis leiden. Für 28. Oktober wurde zu einer großen Demo, die unter dem Motto Mehr Geld für Bildung statt für Banken und Konzerne stand, aufgerufen. Zwischen 10.000 (laut Polizei), 20.000 bis 30.000 (Tagesschau) und 50.000 (laut Veranstalter) Demonstrierende nahmen bei diesem Protestzug über die Wiener Ringstraße und durch die Innenstadt teil. Am 30. Oktober wurde nach einer Demonstration durch die Innsbrucker Innenstadt auch der größte Hörsaal der sozial- und wirtschaftswissenschaftlichen Fakultät der Leopold-Franzens-Universität von protestierenden Studenten besetzt.

### Schweiz
Unter dem Slogan Education is not for sale protestieren auch die Studenten in Basel gegen zu hohe Studiengebühren sowie gegen den Unirat. Weitere Anliegen der Studierenden sind die Transparenz der ECTS-Vergabe und deren Vereinheitlichung sowie die durch die Bologna-Reform intendierte Verbesserung der internationalen Mobilität der Studierenden.
Am 11. November 2009 haben Studenten der Universität Basel die Aula besetzt. Verschiedene Aktionen, darunter Konzerte und Poetry Slams, verschafften schweizweit Aufsehen. Am 12. November erschien der Rektor Antonio Loprieno zu einer Diskussion mit Studenten, in der diese ihre Forderungen stellten.

### Griechenland

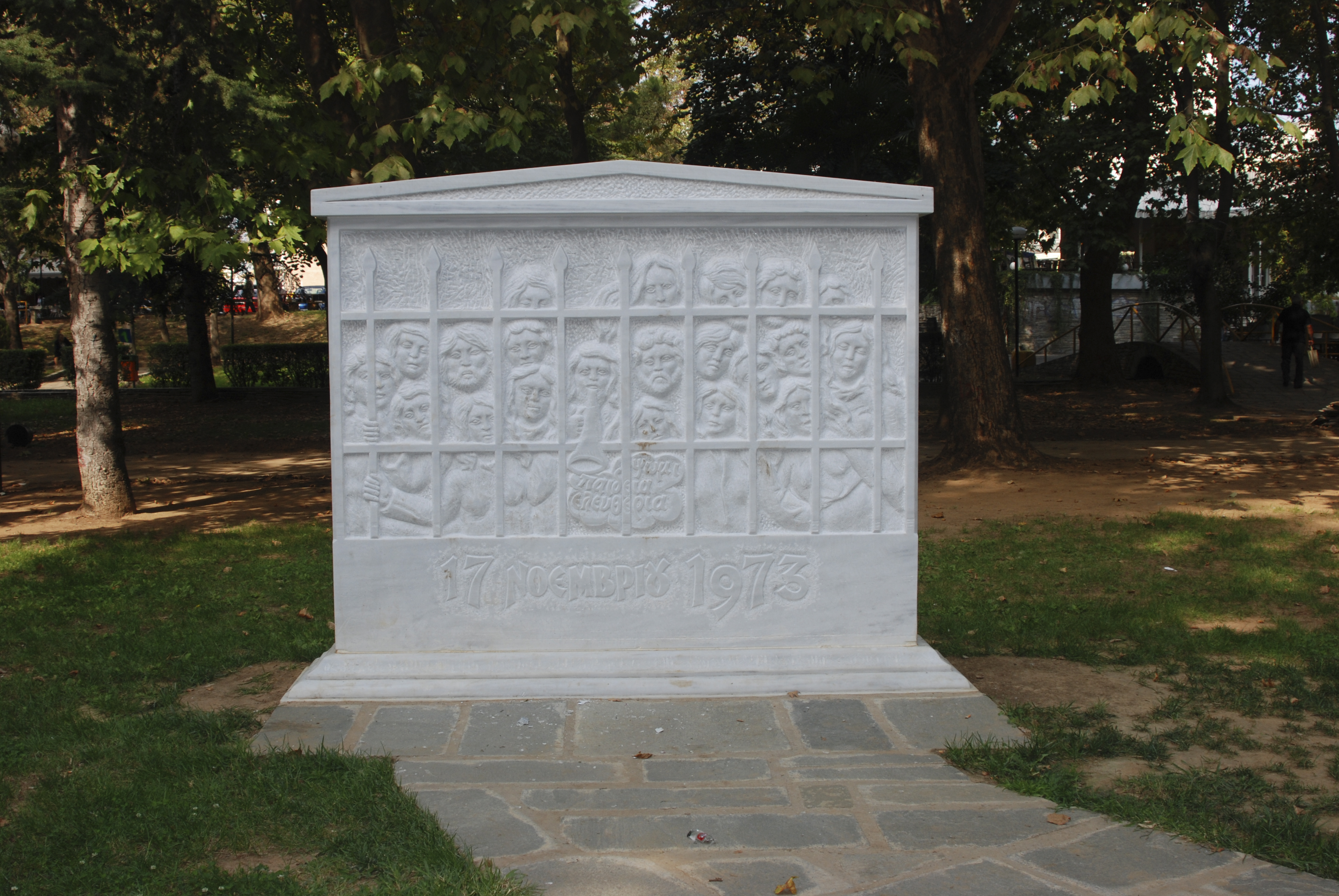
Gedenkstein in der Stadt Drama in Nordgriechenland

Eine Jugend- und Studentenbewegung vergleichbar der 68er-Bewegung in vielen Ländern des westlichen Europas war in Griechenland jahrelang dadurch erschwert, dass die griechische Militärdiktatur seit dem 21. April 1967 jede Form von Opposition unterdrückte.
Die „Junta der Obristen“ stieß unter vielen Regierungen und vor allem in der Öffentlichkeit der Nationen des Westens auf konsequente Ablehnung. Trotzdem regte sich im Laufe der Jahre auch in Griechenland der Widerstand, der an den großen Universitäten sich an der Tatsache entzündete, dass den Studierenden keine demokratische Wahl ihrer Vertretung in den Universitätsgremien erlaubt wurde.

#### Beginn der Proteste
Im Wintersemester 1972/73 wurden wiederum Wahlen gefordert und auch über die Lehrinhalte wollten die Studierenden diskutieren. Nach der Zurückweisung kam es zu Protesten. „Das Regime reagierte [...] mit dem Polizeiknüppel [...] Zugleich wurde ein Gesetz erlassen, das es ermöglichte, unbotmäßige Studenten sofort zum Militärdienst einzuziehen.“ Dagegen kam es am 13. Februar 1973 zu einer Demonstration, die gewaltsam aufgelöst wurde und 37 Studenten wurden sofort eingezogen. Es kam zu weiteren Unruhen und 51 neuen Einberufungen.
Daraufhin verbarrikadierten sich am 21. Februar etwa 2.000 Studenten im Gebäude der juristischen Fakultät. Der Senat der Universität versuchte zu vermitteln und die Besetzung wurde beendet. Doch die Juntaführung blieb hart – die 96 einberufenen Studenten sollten ihren Wehrdienst ableisten. Nun folgten auch Unruhen in Thessaloniki und Patras. In Athen wurde wiederum die juristische Fakultät besetzt und am 20. März 1973 stürmte die Polizei das Gebäude.
Jede Rechtshilfe griechischer und auch internationaler Anwälte für die Verhafteten wurde verwehrt.
Am 4. November 1973 kam es nach einem Gottesdienst in der Athener Kathedrale zum Tod des sozialistischen Politikers Georgios Papandreou zu Kundgebungen gegen die Junta und zu Straßenschlachten mit der sofort eingreifenden Polizei. Weitere drastische Urteile gegen Studenten führten erneut zu Protesten zunächst an der Universität Athen.

#### Besetzung des Polytechneion
Am 14. November besetzten einige tausend Studenten das Polytechneion der Athener Universität. Andere versammelten sich in weiteren Instituten. Alle Studenten forderten, dass sie ihre Vertretung selbst wählen durften. Die Wahlen sollten am 4. Dezember 1973 abgehalten werden.
Der griechische Diktator Papadopoulos zögerte zunächst, da sich der Direktor und der Senat des Polytechneions hinter die Studenten stellte und selbst der Erziehungsminister zu vermitteln suchte, doch kam es nun zunehmend auch zu Unruhen in der Bevölkerung der Hauptstadt.
Am Morgen des 15. Novembers hatte ein Kurzwellensender der Studenten erste Sendungen ausgestrahlt, die von der Deutschen Welle aufgezeichnet und von Deutschland aus in ganz Griechenland verbreitet wurden. „Am Nachmittag befanden sich etwa 6.000 Menschen am Polytechneion, Studenten, Schüler und Arbeiter. Gegen 20 Uhr stieg die Zahl auf etwa 15.000. Dem Leitungskomitee wurden zwei Arbeiter und ein Schüler assoziiert.“
Am 16. November besetzten auch in Thessaloniki und Patras jeweils ca. 1.000 Studenten Institute ihrer Universitäten.
Am Mittag fand eine Kabinettssitzung statt. Papdopoulos „erklärte den Versammelten, dass beim Polytechneion etwas geschehen müsse; aber es dürfe kein Blut vergossen werden. [...] Er wollte die Armee einsetzen. Wer den Befehl gab, von Mittag an Agents provocateurs der KYP (Geheimdienst) und der Militärpolizei (ESA) einzusetzen, um Vorwände für das Eingreifen zu schaffen, ist nicht klar.“
Am späteren Nachmittag kam es in der Stadt, beim Syntagma-Platz, beim Nomarchie-Gebäude und vor dem Ministerium für Öffentliche Ordnung zu Demonstrationen und Zusammenstößen mit der Polizei. Diese Aktionen gingen nicht vom Polytechneion aus. „Die Demonstranten waren Studenten anderer Athener Hochschulen, Schüler, Arbeiter und die üblichen Chaoten, die bei solchen Gelegenheiten immer dabei sind. [...] Im Polytechneion war die Lage unverändert. Der Senat stand nach wie vor geschlossen hinter dem Rektor. Gegen 16 Uhr gaben die Studenten im Gebäude eine Pressekonferenz, auf der sie selbst erfuhren, dass es zu einem Tränengaseinsatz gegen sie kommen könne.“ Dies wurde um 17 Uhr tatsächlich im Vorhof eingesetzt.
Um 22.30 Uhr setzten sich die Militäreinheiten mit 10 Panzern und 3 gepanzerten Mannschaftstransportwagen in Richtung Zentrum in Bewegung.

#### 17. November 1973
„Gegen 1 Uhr in der Frühe des 17. November trafen die Panzer in der Gegend des Polytechneion ein.“ Überall flüchteten die Menschen. Gegen 2 Uhr standen die Panzer vor dem akademischen Gelände. „Etwa eine Viertelstunde später erschien eine Gruppe von Studenten, um mit den Militärs über einen friedlichen Abzug zu verhandeln. [… Sie] baten um eine halbe Stunde Zeit, um das Gelände zu räumen. Die Offiziere wollten ihnen allenfalls zehn Minuten gewähren, dann würden sie Gewalt anwenden.“ Inzwischen war der Vorhof des Polytechneions voll von Studenten.

„Als sich ein Panzer näherte, riefen sie ‚Nicht schießen, wir sind Brüder‘. Dann begannen sie, die Nationalhymne zu singen. Noch bevor die zehn Minuten abgelaufen waren, rollte ein Panzer auf das schwere, schmiedeeiserne Tor der Hochschule zu. Pressefotos zeigen den Panzer mit der Kanone gegen das Polytechneion gerichtet mit dem Kommandanten im Turm stehend. Hinter dem Tor hatten die Studenten einen alten Mercedes als weiteres Hindernis geparkt. Der Panzer durchbrach das Tor und überrollte das Auto. Studenten und Journalisten, die auf den seitlichen Torpfeilern saßen, wurden heruntergeschleudert. Dabei soll es Tote gegeben haben. Die Soldaten drangen in das Gebäude ein. Um 2.45 Uhr endeten die Sendungen von Radio Polytechneion. Die Studenten auf dem Gelände und im Gebäude versuchten zu fliehen. Vielen gelang die Flucht, aber eine große Zahl wurde verhaftet.“

Das Nachrichtenmagazin Der Spiegel veröffentlichte die letzten Sendungen von Radio Polytechneion.
„Über die Universitätsstädte Athen, Thessaloniki und Patras wurde eine nächtliche Ausgangssperre verhängt. Die Presse wurde einer scharfen Zensur unterworfen. [...] Dennoch kam es am 18. November immer wieder zu kleineren Unruhen.“ Es folgte eine propagandistische Welle der Junta, die unter anderen auch ‚den alten Politikern‘ die Schuld gab – die griechischen Botschaften im Ausland erklärten, dass „das Ganze eine Verschwörung von Anarchisten gewesen sei, um die Wahlen und die geplante Rückkehr zur Demokratie zu verhindern.“

#### Folgen des Aufstandes

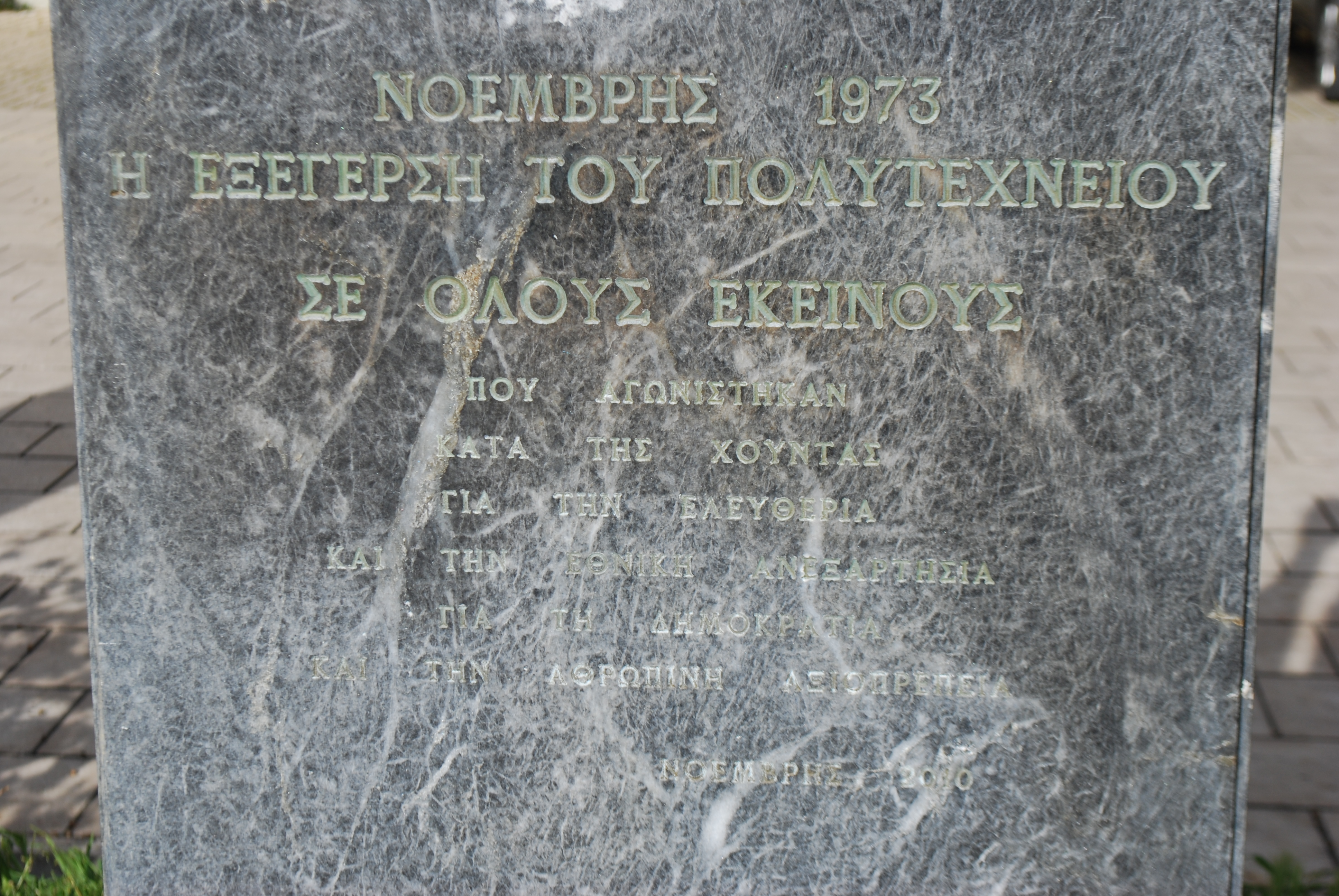
Gedenkstein in Argostoli (Kefalonia)

„Präzise nachprüfbare Angaben über die Zahl der Toten, Verletzten und Verhafteten liegen bis heute (2012) nicht vor. Die im späteren Prozess gemachten Angaben schwanken. Danach hatte es zwischen 700 und 1.000 Verhaftete, zwischen 180 und 200 Verletzte und 23 Tote gegeben. Bei der Polizei soll es weniger als ein Dutzend Verletzte gegeben haben, von denen keiner Schussverletzungen hatte. Nur ein Polizist war ernsthaft verletzt.“ Bis heute findet jedes Jahr am 17. November eine Gedenkdemonstration statt.
Die Unruhen gelten allgemein als „Aufstand der Studenten“, doch zeigt eine Zuordnung der Verhafteten bei der Niederschlagung in der Nacht des 16. auf den 17. November, dass die Beteiligung weit umfassender war: „Nur 49 Studenten stammten vom Polytechneion. 268 Studenten gehörten anderen Athener Universitätsinstitutionen an. 74 waren Schüler und 475 Arbeiter.“
Der Widerhall des Vorgangs im In- und Ausland war so groß, dass unmittelbar danach – am 25. November 1973 – der Diktator Papadopoulos über interne Verwerfungen stürzte und sein Nachfolger Ioannidis, der einen noch schärferen Kurs betrieb, den endgültigen Sturz der Junta nur noch bis zum Sommer 1974 verzögern konnte.